# Ambisagrus
Ambisagrus byl ketský bůh uctívaný v Aquileii v Předalpské Galii, který byl ztotožňován s Jupiterem.
Jeho jména může být složeno z keltské předpony ambi- (kolem) a kořene sagro-.
Historik John T. Koch míní, že toto slovo bylo přídomkem boha Taranise.